# 圣母升天修道院
圣母升天修道院是耶路撒冷的一个本笃会修道院，位于耶路撒冷老城城墙外的锡安山，靠近锡安门。根据当地传说，此处是圣母玛利亚安息或升天之处。
1998年至2006年间，它称为锡安圣玛利亚修道院，在拜占庭时期，在这个地方曾有一座圣锡安教堂，但在2006年庆祝修道院成立一百周年时恢复原名。

## 历史
在5世纪初，在这个地方曾有一座拜占庭式的圣锡安教堂，由耶路撒冷主教约翰二世兴建。415年12月26日，司提反的圣髑被送到该堂。该堂出现在6世纪的马达巴地图上。
614年，萨珊国王围攻耶路撒冷，该堂被毁。12世纪，在该处建立锡安山圣母修道院，但在13世纪被毁，修士们迁往西西里。1617年，修会并入耶稣会。

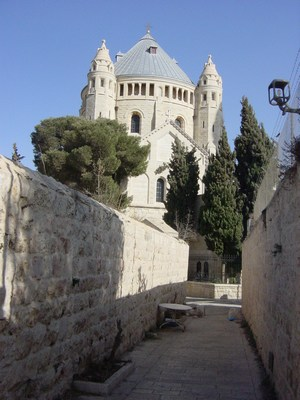
教堂的外观

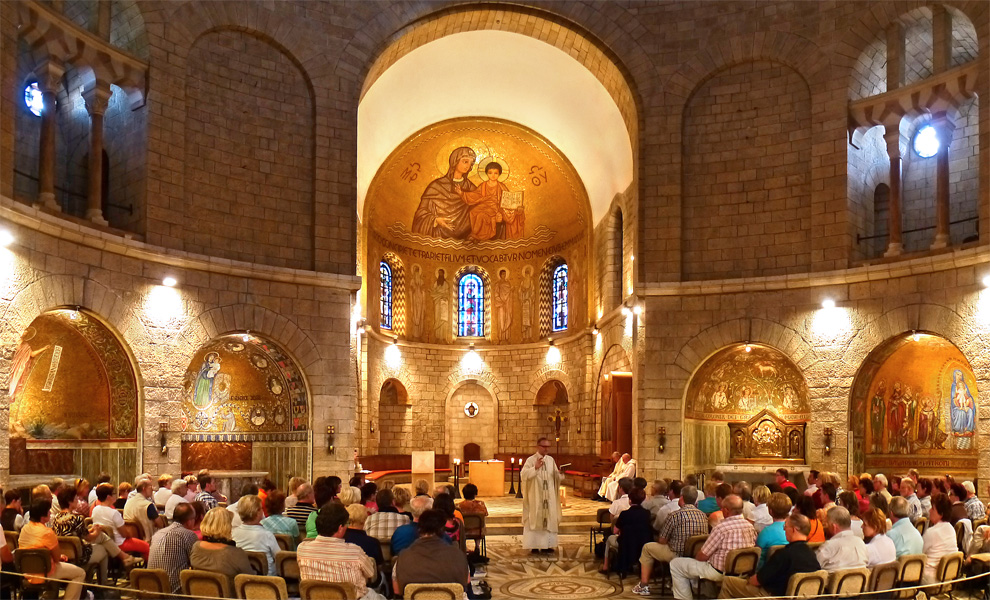
教堂内部

1898年，德国皇帝威廉二世访问耶路撒冷，主持路德会救赎主堂的献堂仪式，用12万德国马克从土耳其苏丹手中买下锡安山的这片土地。1900年10月7日奠基，1910年4月10日祝圣。
位于马可楼底楼的犹太人和穆斯林圣地大卫墓紧邻圣母升天修道院。
圣母升天修道院曾数次遭到极端以色列青年的恶意破坏。在2012年10月、2013年5月和6月，修道院受到反基督教的希伯来语涂鸦和侮辱破坏。 两辆车也布满了涂鸦，所有的车胎被扎。附近的希腊东正教墓地的大门也被涂上涂鸦。2014年12月一个人跳过栅栏进入，破坏一个十字架，长凳和一些墓地雕像。2016年1月，修道院墙壁被涂上反基督教标语。

## 图集

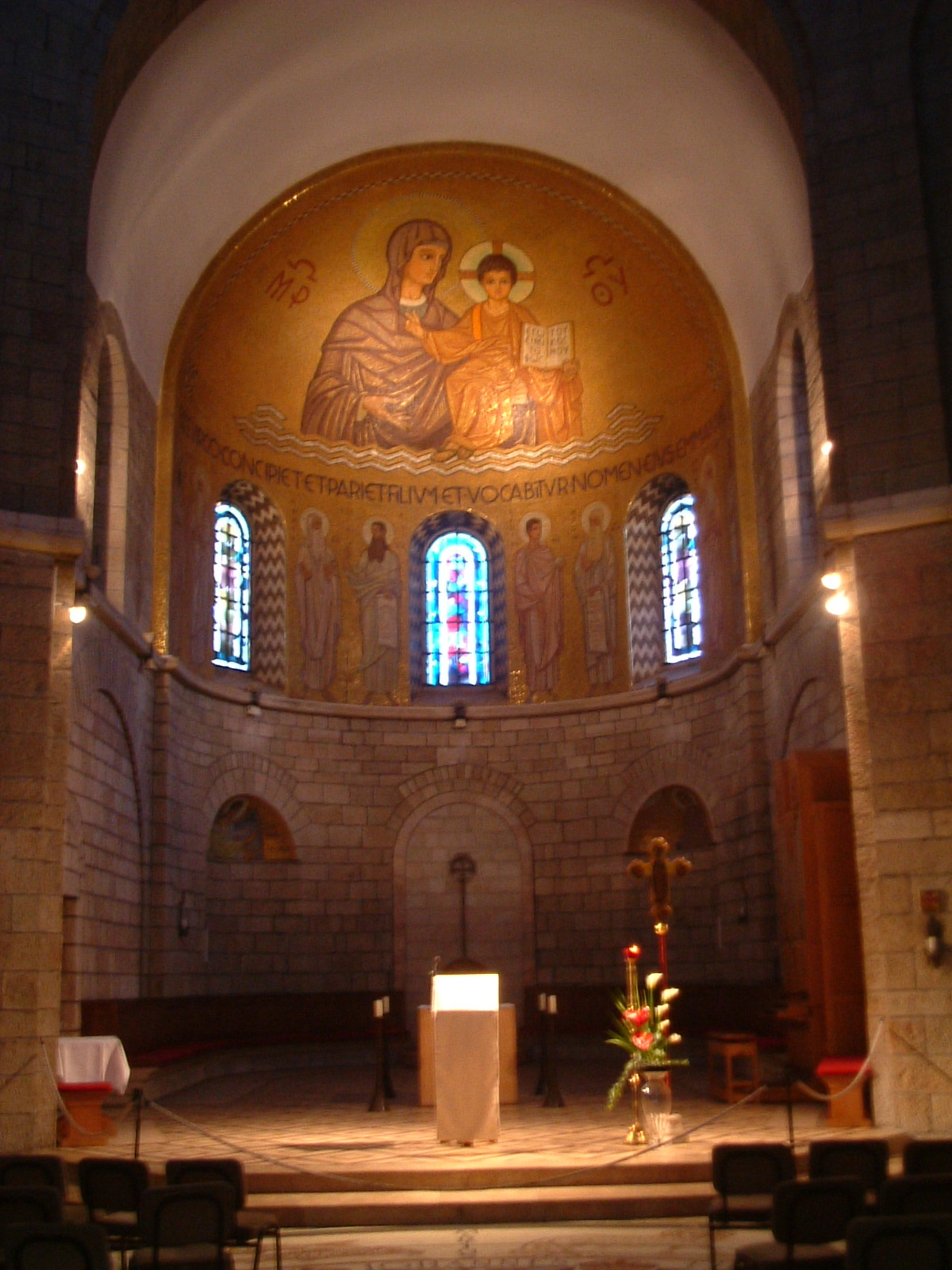
内部
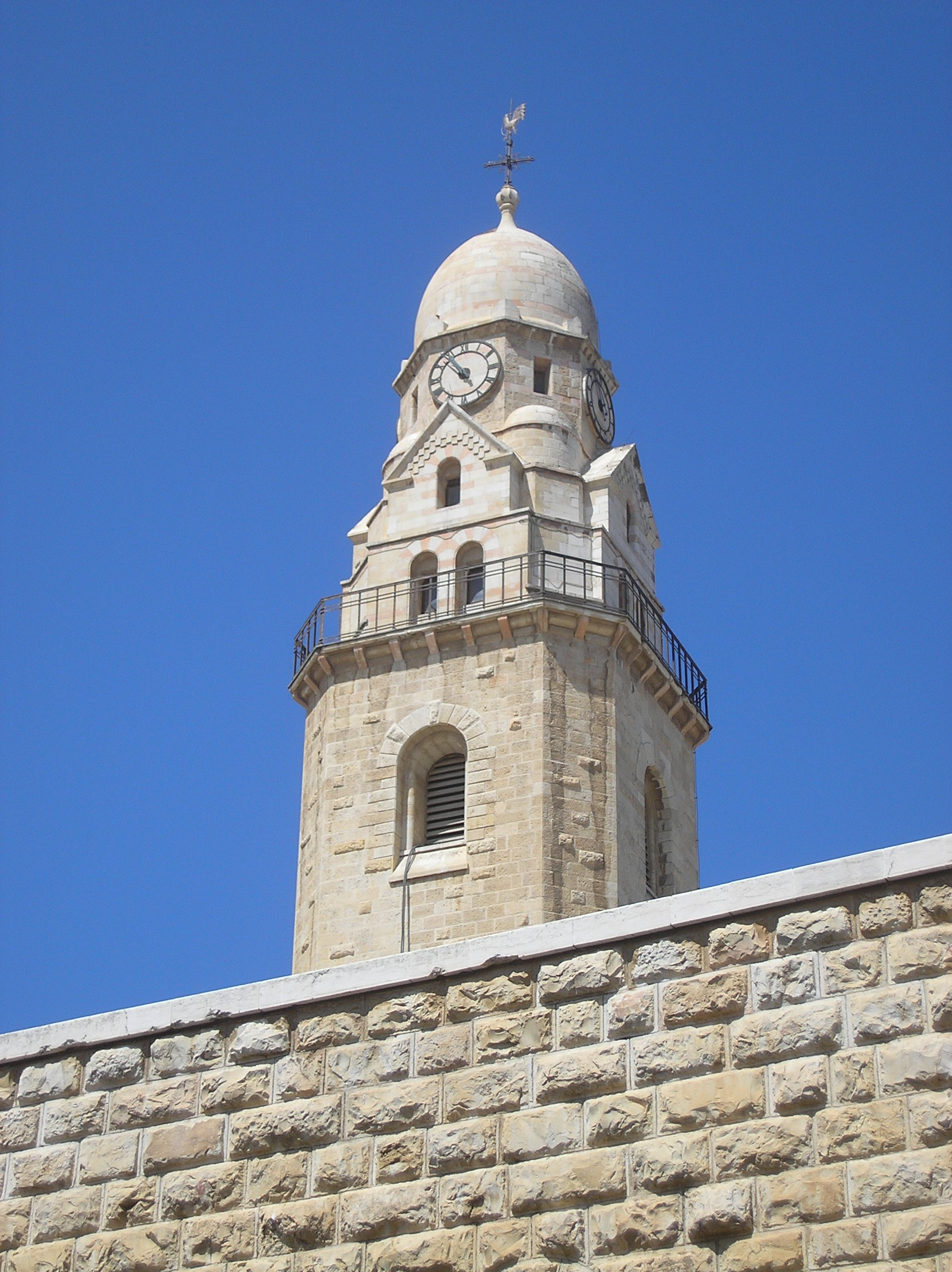
钟楼
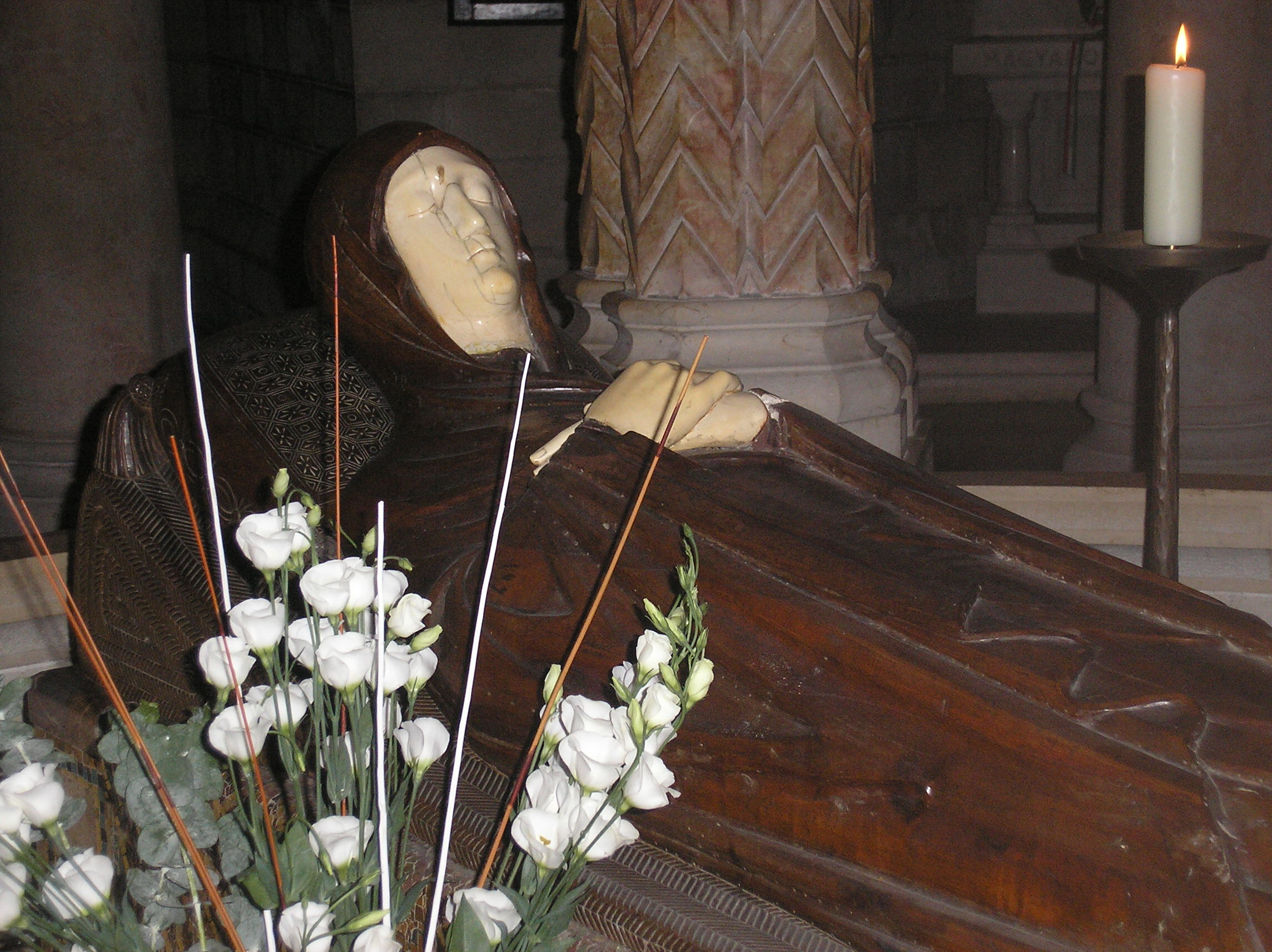
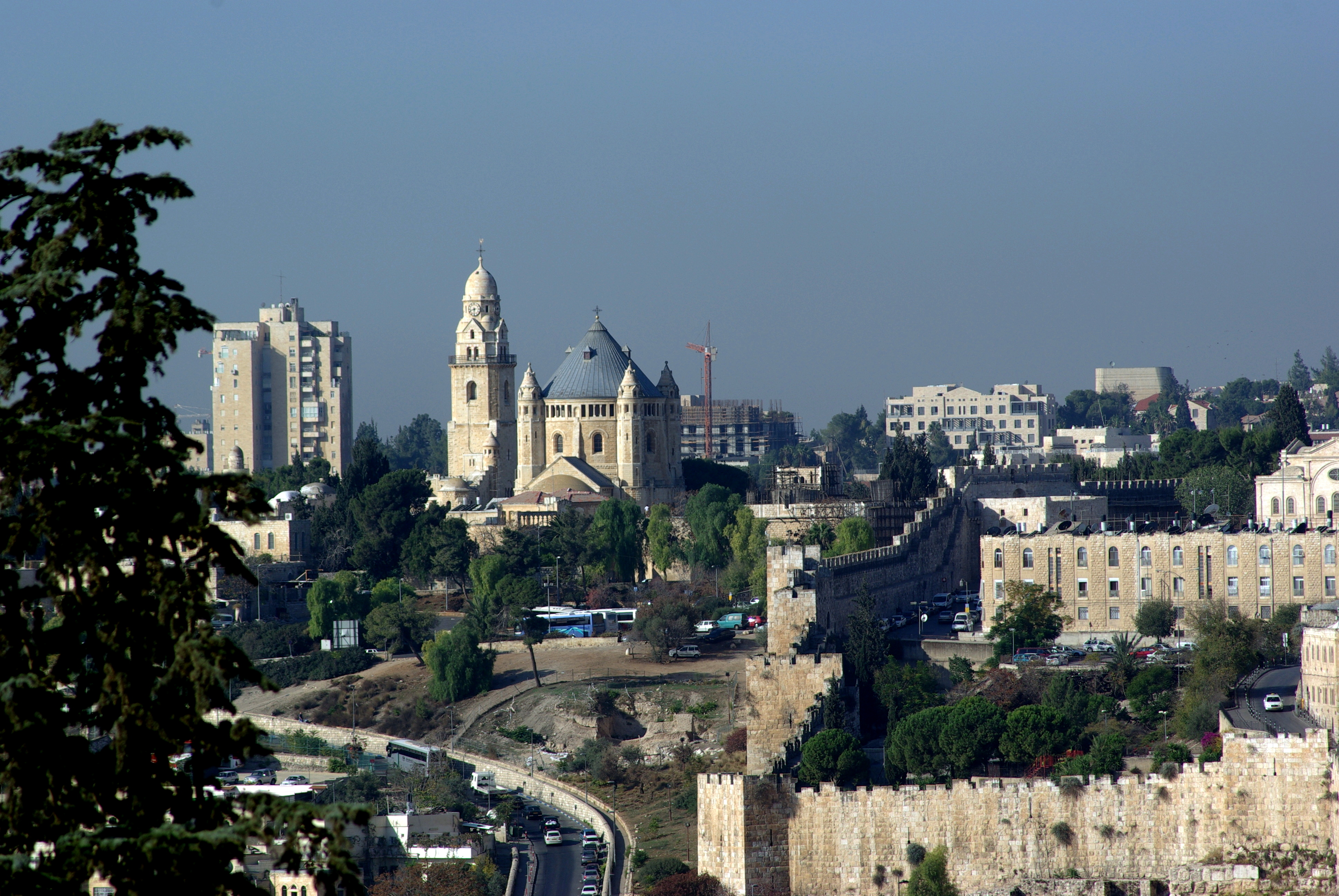
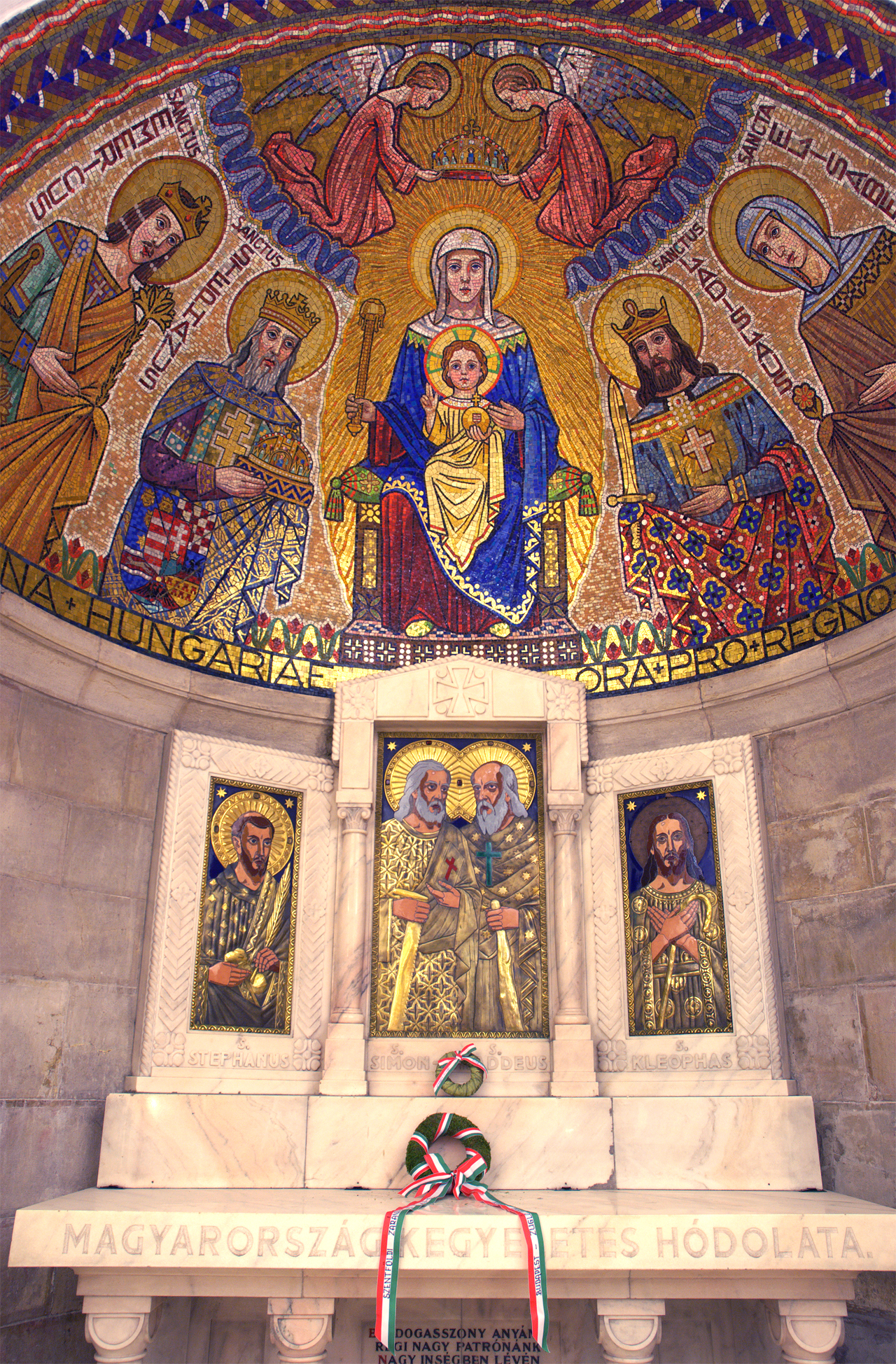
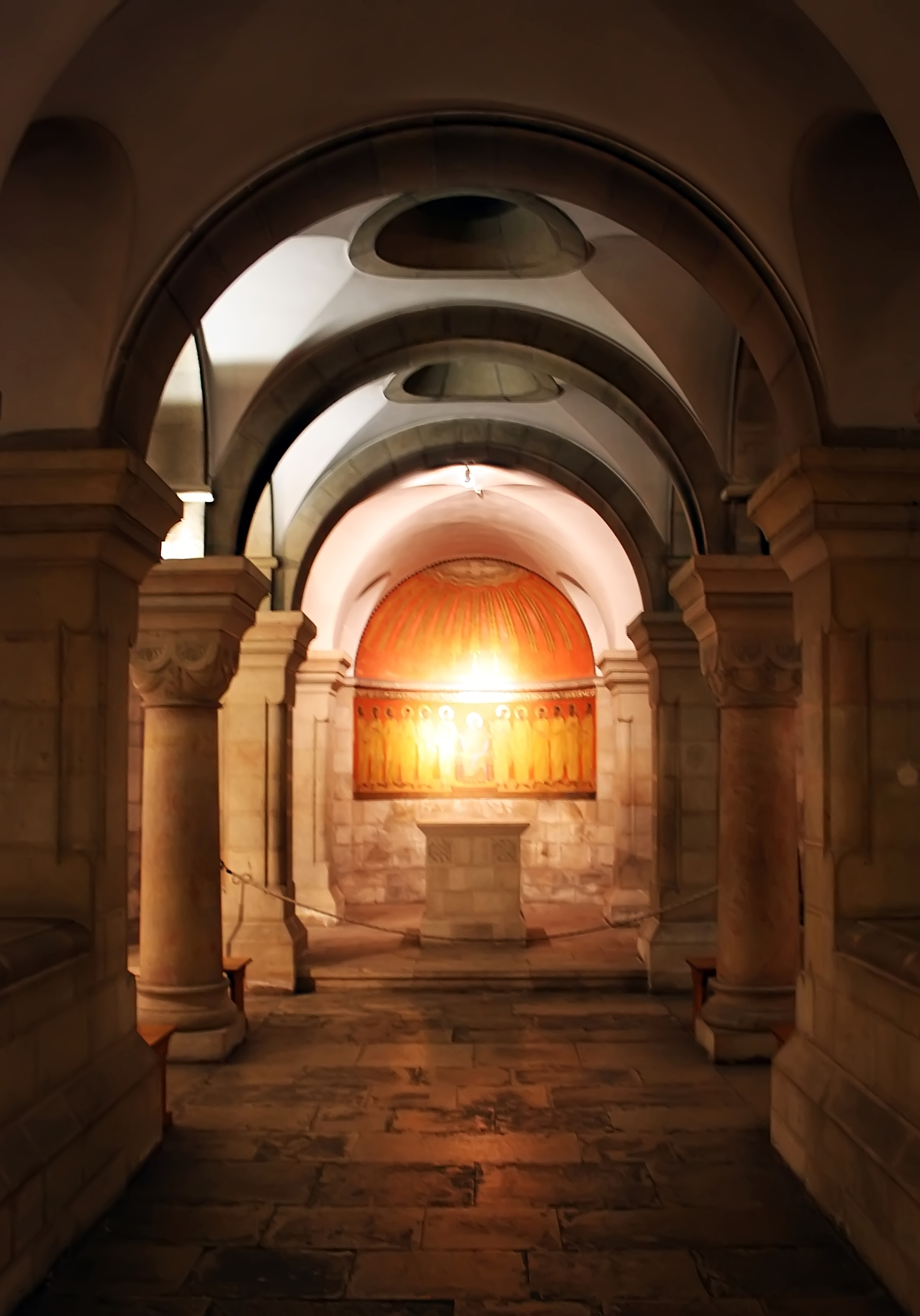
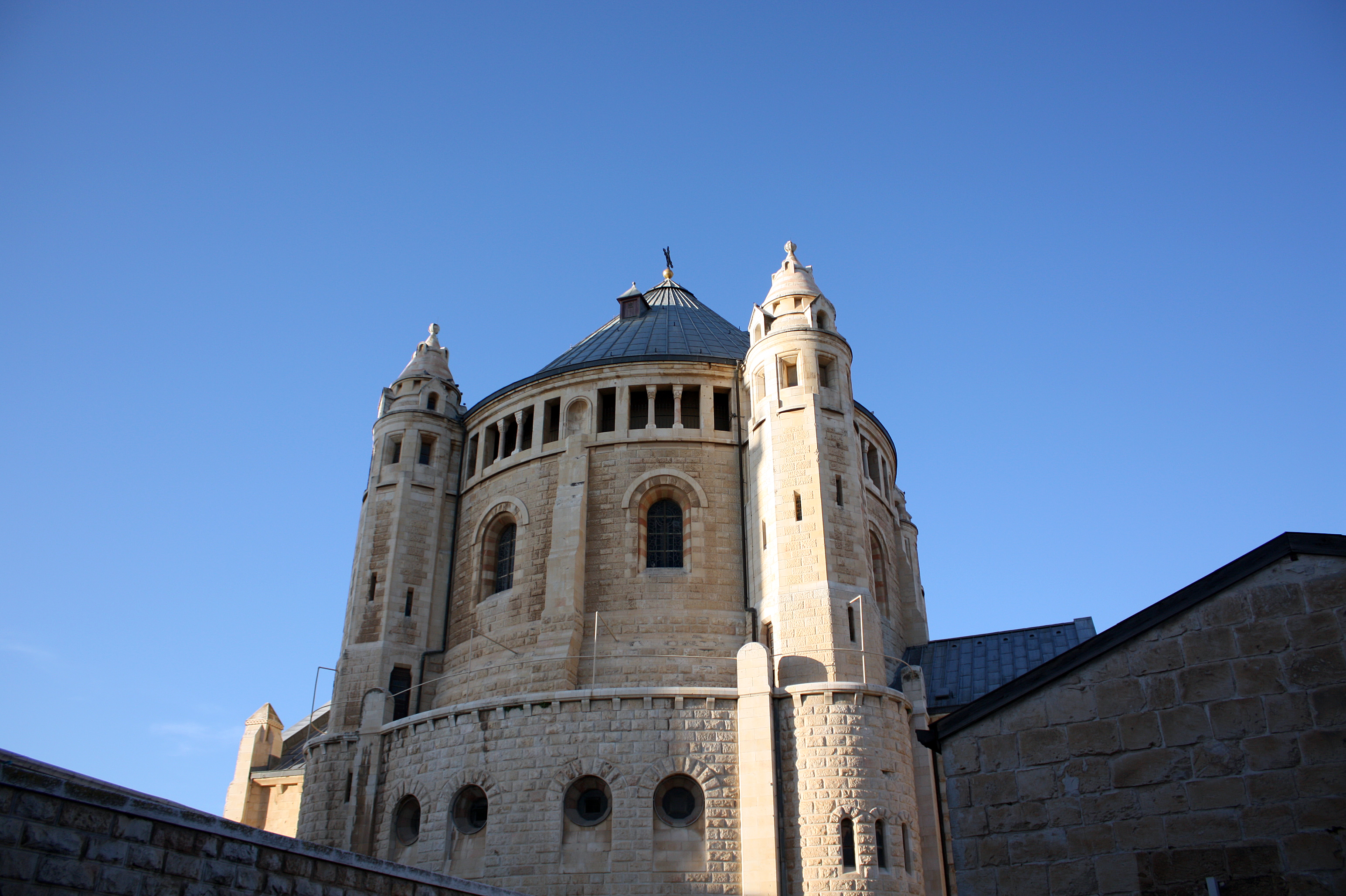
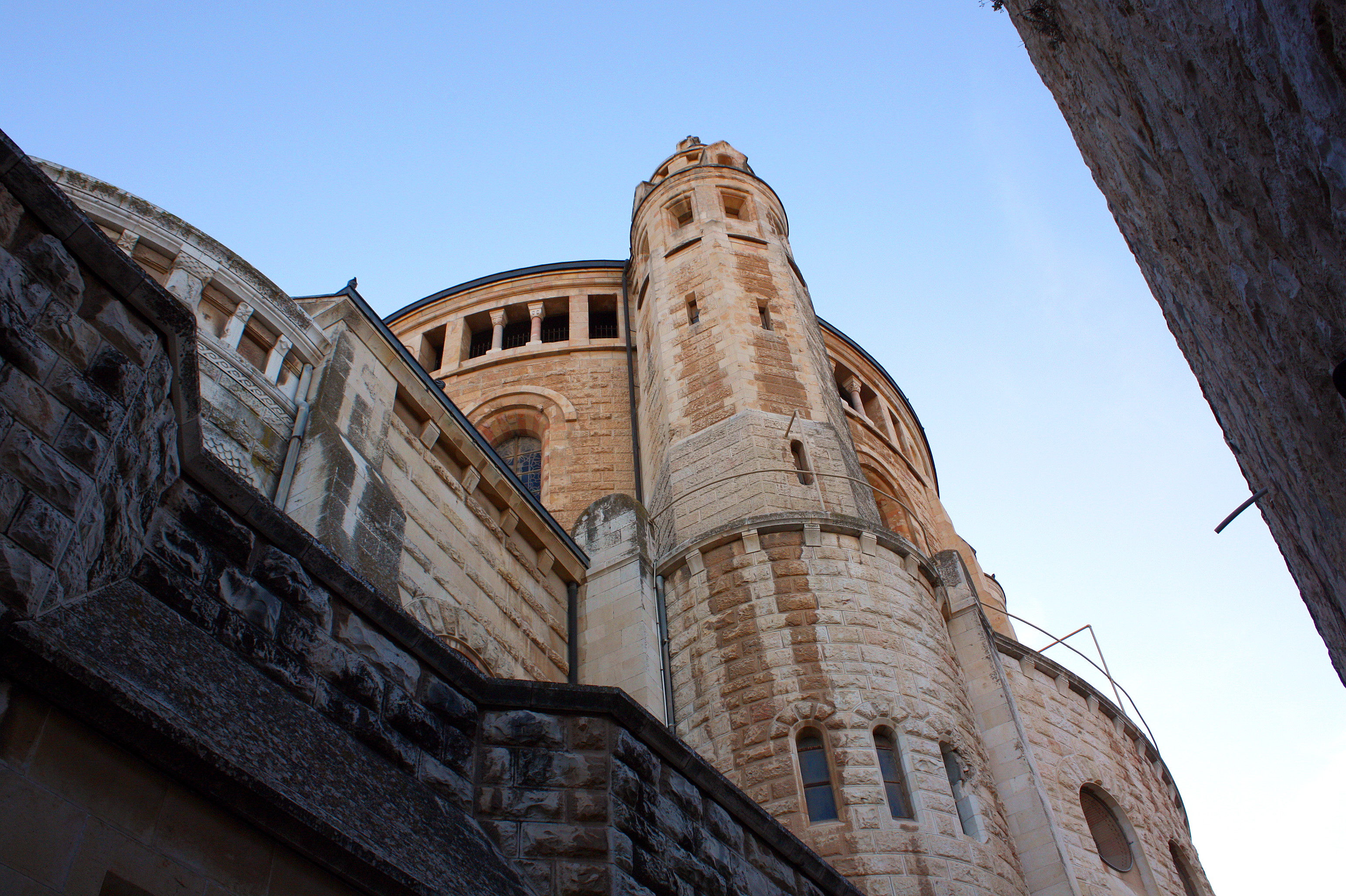
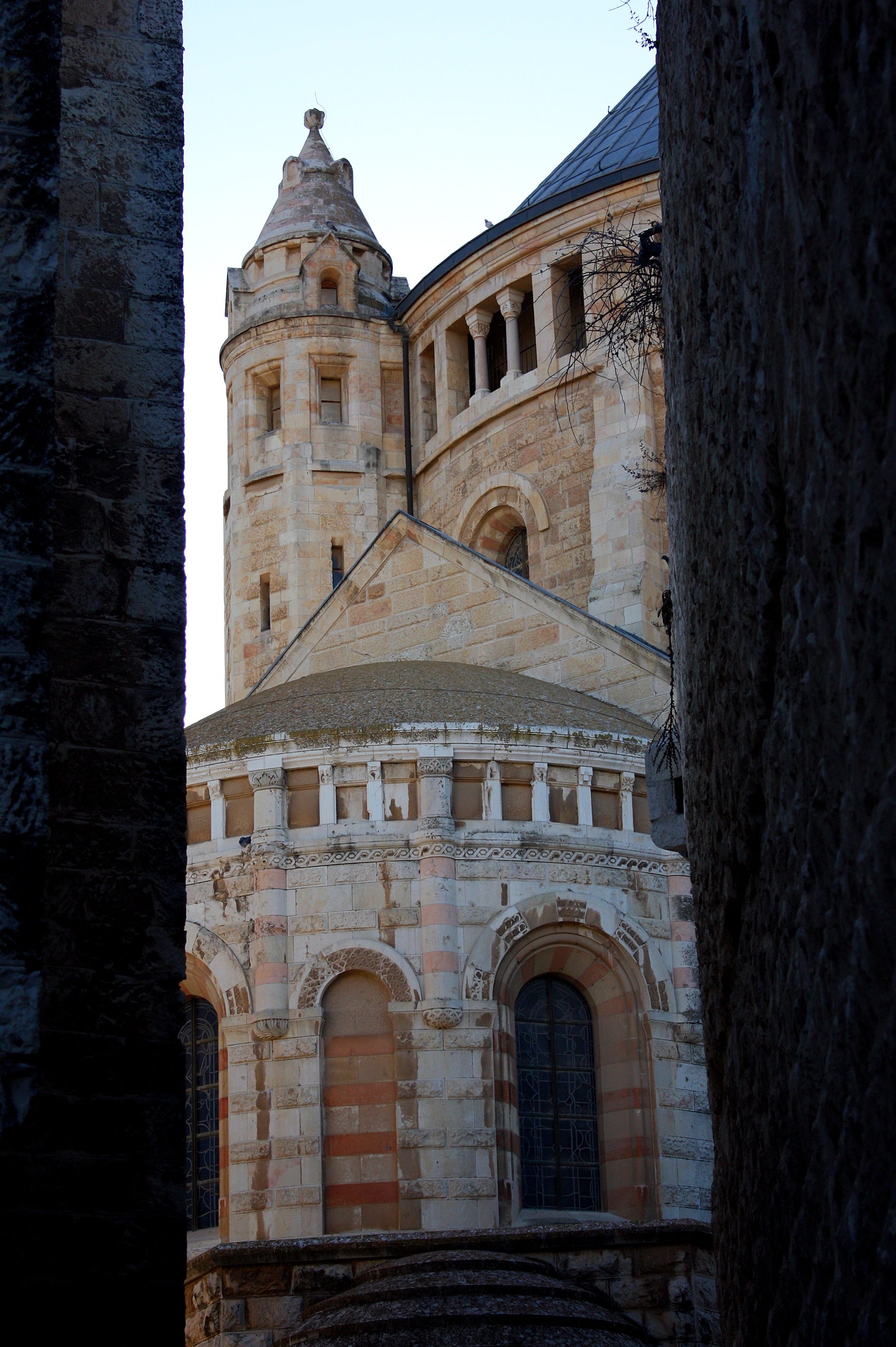
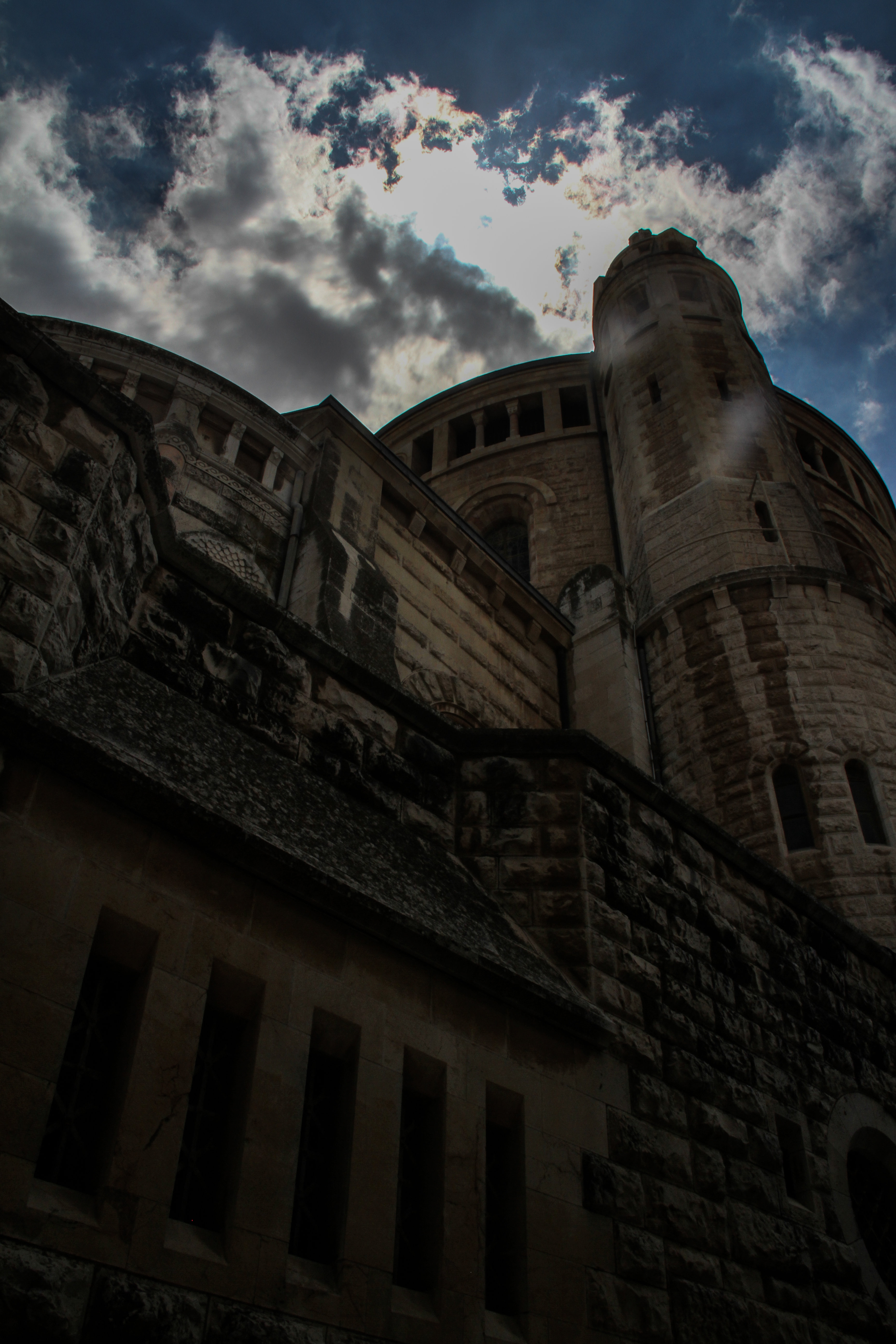